# Но Джон Юн
Но Джон Юн (кор. 노정윤, нар. 28 березня 1971, Інчхон) — південнокорейський футболіст, що грав на позиції півзахисника за низку японських і корейських клубних команд, нідерландський «НАК Бреда», а також за національну збірну Південної Кореї.

## Клубна кар'єра
Народився 28 березня 1971 року в місті Інчхон. Займався футболом за університетську команду Університету Кореї.
1993 року прийняв пропозицію продовжити виступи на футбольному полі на професійному рівні і уклав контракт з японським «Санфречче Хіросіма», в якій провів чотири сезони, взявши участь у 138 матчах чемпіонату.
На початку 1998 року перебрався до Нідерландів, перейшовши до команди «НАК Бреда». Відіграв за команду з Бреди один рік, після чого повернувся до Японії, приєднавшись спочатку до «Сересо Осака», а за два з половиною роки — до «Авіспа Фукуока».
У січні 2003 року уклав контракт з корейським «Пусан Ай Конс». Завершував ігрову кар'єру в команді «Ульсан Хьонде», за яку виступав протягом 2005—2006 років.

## Виступи за збірну
1990 року дебютував в офіційних матчах у складі національної збірної Південної Кореї. Учасник футбольного турніру на Олімпіаді-1992.
У складі збірної був учасником двох чемпіонатів світу з футболу — 1994 року в США та  1998 року у Франції.
Згодом 2000 року брав участь у розіграші Золотого кубка КОНКАКАФ в США та кубка Азії в Лівані, на якому корейська команда здобула бронзові нагороди.
Загалом протягом кар'єри в національній команді, яка тривала 11 років, провів у її формі 45 матчів, забивши 5 голів.

## Титули і досягнення
- Бронзовий призер Азійських ігор: 1990
- Бронзовий призер Кубка Азії: 2000